# Aéroport de Ndolo
Pour les articles homonymes, voir Aéroport de Kinshasa.
L'aéroport de Ndolo FZAB (code IATA : NLO • code OACI : FZAB) est un aéroport de la ville de Kinshasa en république démocratique du Congo. Il est situé sur la commune de Barumbu en bordure de la rivière Funa, non loin de la commune de Kalamu.
Construit à l'origine en dehors de la ville à partir des années 1940, au sud des communes de Kinshasa et Barumbu, anciennes cités indigènes développées au début du XXe siècle, il se trouve désormais en plein centre-ville à la suite du développement des cités indigènes plus récentes de Limete et Kalamu.
L'aéroport est actuellement utilisé pour des avions légers (< 15 000 kg) à la suite de la catastrophe aérienne de l'Antonov 32B d'Air Africa (en) survenue le 8 janvier 1996, ayant entraîné la mort de quelque 300 Kinois. L'avion surchargé s'était écrasé peu de temps après le décollage sur un marché de Barumbu construit après l'aéroport et se trouvant dans l'axe de la piste.
L'aéroport a le siège d'Air Kasaï.

## Situation
| Bandundu Basango Mboliasa Bunia Gbadolite Gemena Goma Ilebo Kalemie Kananga Kikwit Kindu Kinshasa-Ndjili Kinshasa-N'Dolo Kisangani Kolwezi Lodja Lubumbashi Matari Matadi Mbandaka Mbuji Mayi Nioki Tshikapa Tshumbe |

## Compagnies aérienne et destinations
| Compagnies | Destinations                              |
| ---------- | ----------------------------------------- |
| Kin Avia   | Bandundu, Kikwit, Tshimpi (Matadi), Nioki |

Edité le 24/10/2023